# Thomas Playford IV

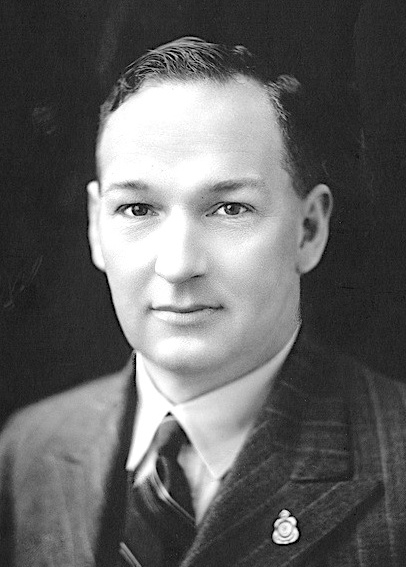
Thomas Playford (1938)

Sir Thomas Playford, GCMG (* 5. Juli 1896 in Norton Summit, South Australia; † 16. Juni 1981 in Adelaide, South Australia) war ein australischer Politiker der Liberal and Country League (LCL), der zwischen 1933 und 1968 Mitglied des South Australian House of Assembly und von 1938 bis 1965 Premierminister von South Australia war. Er hatte damit mit mehr als 26 Jahren die längste Amtszeit aller bisherigen Premierminister dieses Bundesstaates.

## Leben

### Obstbauer, Erster Weltkrieg, Mitglied desSouth Australian House of Assemblyund Minister

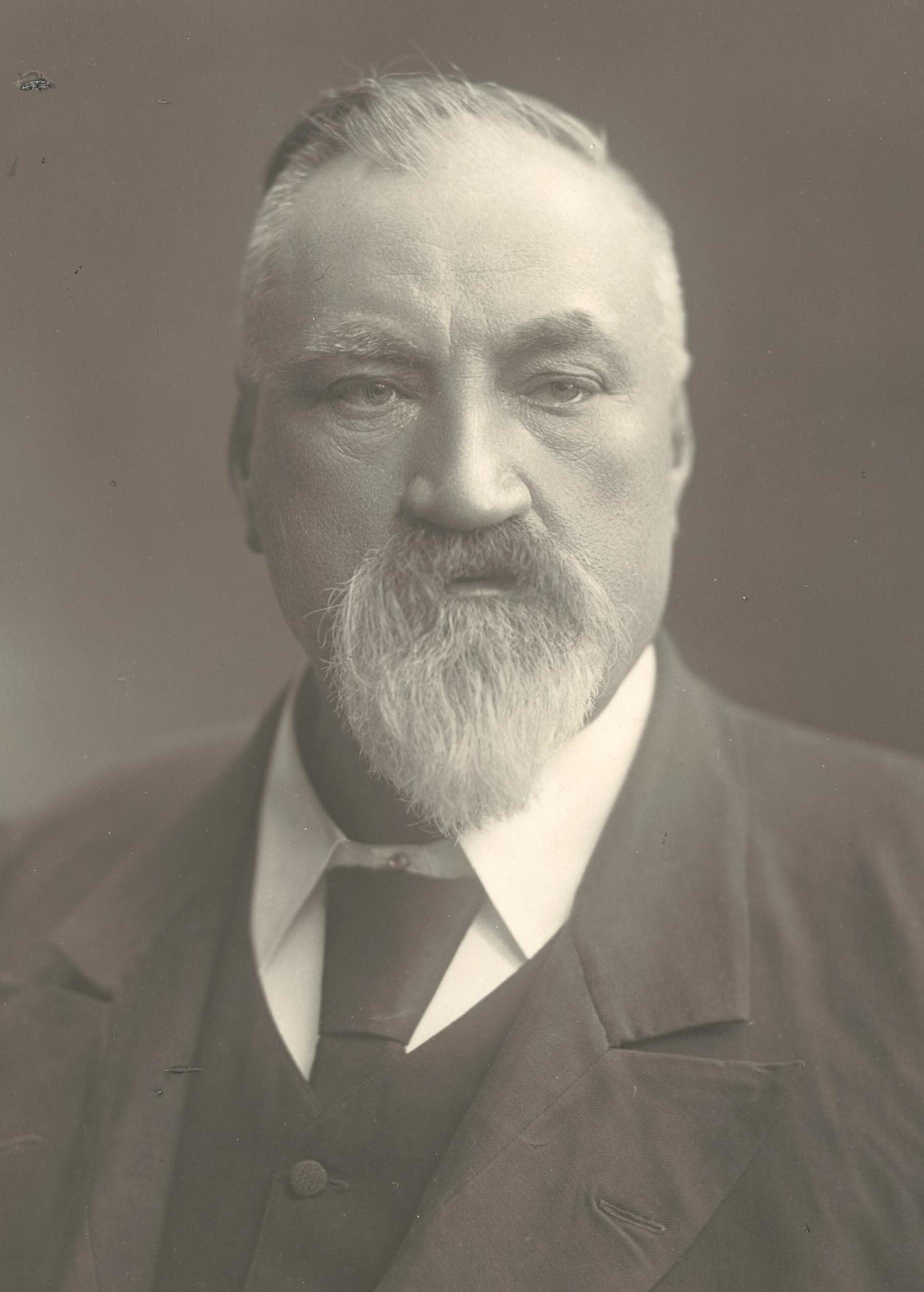
Thomas Playford II, der Großvater von Thomas Playford IV, war zwei Mal Premier von South Australia und Bundessenator.

Thomas Playford war der Sohn des Obstbauern Thomas Playford und dessen Ehefrau Elizabeth Annie Pellew Playford sowie ein Enkel des Politikers Thomas „Honest Tom“ Playford (1837–1915), der zwischen 1887 und 1889 sowie von 1890 bis 1892 ebenfalls Premierminister South Australias sowie Bundessenator war. Er besuchte die Norton Summit School, verließ sie jedoch 1910 im Alter von vierzehn Jahren, um im elterlichen Familienunternehmen zu arbeiten. Am 17. Mai 1915 trat er während des Ersten Weltkrieges als Gefreiter (Private) in die Australian Imperial Force (AIF) ein und diente im 27. Bataillon während der Schlacht von Gallipoli (19. Februar 1915 bis 9. Januar 1916) sowie an der Westfront. Er wurde während der Schlacht an der Somme (1. Juli bis 18. November 1916) bei Fleurs am 5. November 1916 schwer verwundet und am 3. Januar 1919 zum Leutnant (Second Lieutenant) sowie am 3. April 1919 zum Oberleutnant (Lieutenant) befördert. Nachdem er nach Südaustralien zurückgekehrt war, schied er am 31. August 1919 aus dem Militärdienst und arbeitete als Manager im Obstbaubetrieb der Familie.
Seine politische Laufbahn im Bundesstaat South Australia begann Thomas Playford, als er für die Liberal and Country League (LCL) am 8. April 1933 im Drei-Personen-Wahlkreis Murray erstmals zum Mitglied des South Australian House of Assembly gewählt wurde, des Unterhauses des Parlaments von South Australia, und konnte sich dabei gegen den bisherigen Wahlkreisinhaber Frank Staniford von der Parliamentary Labor Party durchsetzen. Er vertrat diesen Wahlkreis bis zum 18. März 1938, woraufhin dieser Wahl zu einem Einzel-Wahlkreis umgewandelt wurde, den der Parteilose Richard McKenzie gewann. Bei der darauf folgenden Wahl wurde er für die LCL im neu geschaffenen Wahlkreis Gumeracha wieder zum Mitglied des House of Assembly und vertrat diesen Wahlkreis bis zu seinem Verzicht auf eine erneute Kandidatur bei der Wahl am 2. März 1968, woraufhin sein Parteifreund Bryant Giles diesen Wahlkreis gewann.
In der zweiten Regierung von Premier Richard Layton Butler übernahm Playford am 8. April 1938 die Ämter als Minister für Ländereien der Krone (Commissioner of Crown Lands), Minister für Bewässerung (Minister of Irrigation) und als Minister für Rückführungen (Minister of Repatriation).

### Die Ära Playford: Premierminister von South Australia von 1938 bis 1965

#### Wahlen und Regierungspolitik 1938 bis 1959

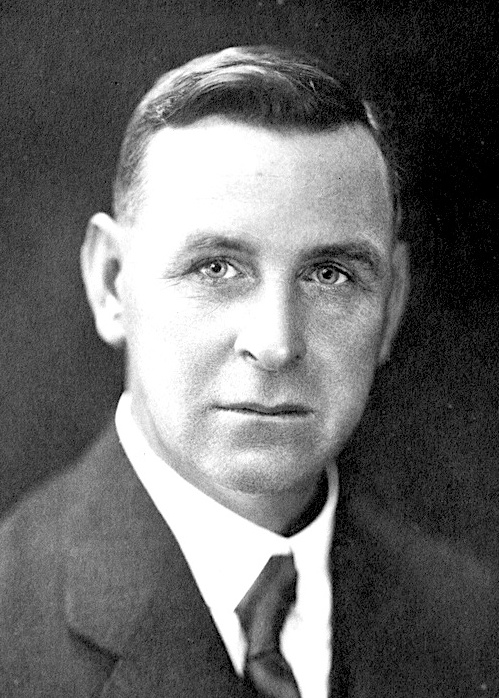
Sir Richard Layton Butler, dessen Nachfolger Playford 1938 als Parteivorsitzender und Premier wurde.

Nach dem Rücktritt von Richard Layton Butler am 5. November 1938 wurde Thomas Playford dessen Nachfolger als Vorsitzender der Liberal and Country League und damit zugleich als Premierminister von South Australia. Er bekleidete dieses Amt bis zum 10. März 1965, nachdem nach der Wahlniederlage seiner LCL Frank Walsh von der Australian Labor Party (ALP) dieses Amt übernahm. Er hatte damit mit mehr als 26 Jahren die längste Amtszeit aller bisherigen Premierminister dieses Bundesstaates. In seiner Regierung übernahm er zugleich zwischen dem 5. November 1938 und dem 10. März 1965 ebenfalls durchgängig die Ämter als Schatzminister (Treasurer) sowie als Minister für Einwanderung (Minister of Immigration).
Bei der Wahl am 19. März 1941, der ersten unter Playford als Spitzenkandidat, gewann seine LCL 63.317 Stimmen (37,55 Prozent) und erhielt aufgrund des Wahlsystems fünf Sitze hinzu, wodurch die LCL mit 20 der 39 Mandate im House of Assembly über eine knappe eigene absolute Mehrheit verfügte. Bei der darauf folgenden Wahl am 29. April 1944 konnte die LCL mit 113.536 Stimmen (45,84 Prozent) ihre 20 Sitze verteidigen. Im Anschluss fungierte er vom 6. bis 15. Mai 1944 kurzzeitig auch als Generalstaatsanwalt (Attorney-General), als Bildungsminister (Minister of Education) sowie als Minister für Industrie und Beschäftigung (Minister of Industry and Employment). Das Amt als Minister für Industrie und Beschäftigung bekleidete er erneut zwischen dem 17. April 1946 und dem 15. Dezember 1953. Aus der Wahl am 8. März 1947 ging die LCL gestärkt hervor und konnte mit 111.216 Stimmen (40,38 Prozent) drei Mandate mehr erzielen und verfügte mit 23 Mandaten über eine deutliche Mehrheit. Diese Mehrheit behielt seine Regierung bei der auch bei der Wahl vom 4. März 1950, nachdem die LCL mit 113.673 Stimmen (40,51 Prozent) aufgrund des Wahlsystems erneut 23 Mandate in der Legislativversammlung bekam. Bei der Wahl am 7. März 1953 verlor die LCL mit 119.106 Stimmen (36,45 Prozent) zwei Mandate, erhielt allerdings durch das sie begünstigende Wahlsystems der sogenannten „Two-party-preferred“-Berücksichtigung gleichwohl noch 21 der 39 Sitze.

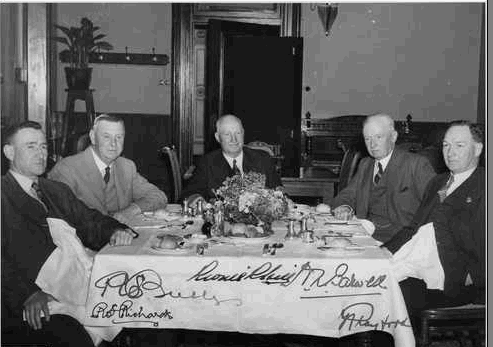
Die ehemaligen Premiers von South Australia Robert Richards, Sir Richard Layton Butler, Lionel Hill, Sir Henry Barwell und Amtsinhaber Thomas Playford IV bei einem Treffen (1940).

Im Rahmen einer Regierungsumbildung übernahm er zwischen 6. Januar und dem 6. April 1955 noch einmal selbst die Posten als Generalstaatsanwalt und als Minister für Industrie und Beschäftigung. Nach einer neuerlichen Umbildung der Regierung fungierte er darüber hinaus vom 17. Januar bis zum 16. April 1956 zudem als Landwirtschaftsminister (Minister of Agriculture) und als Forstminister (Minister of Forests). Auch aus der Wahl vom 3. März 1956 ging die LCL mit 100.569 Stimmen (36,69 Prozent) mit 21 Sitzen im House of Assembly wiederum als Siegerin hervor, obwohl die oppositionelle Labor Party mit 129.853 Prozent (47,37 Prozent) die meisten Stimmen, aber nur 15 Sitze erhielt. Für seine Verdienste wurde er am 1. Januar 1957 als Knight Grand Cross des Order of St Michael and St George (GCMG) nobilitiert, wodurch er fortan das Prädikat „Sir“ führte. Auch bei der Wahl vom 7. März 1959 konnte die LCL ihre Vormachtstellung behaupten und stellte mit 143.710 LCL (36,95 Prozent) 20 der 39 Abgeordneten, wohingegen die ALP trotz 191.933 Stimmen (49,35 Prozent) unter Berücksichtigung der „Two-party-preferred“-Regelung lediglich 17 Sitze erhielt.
Die Mission seiner im November 1938 begonnene fast 27-jährige Amtszeit – die Playford-Ära – war die wirtschaftliche Entwicklung Südaustraliens: Er ermutigte die Sekundärindustrie mit zahlreichen Anreizen und Konzessionen zur Verlagerung in den Staat und wandelte in weniger als dreißig Jahren eine überwiegend ländliche Wirtschaft in eine florierende Industriebasis um, während er gleichzeitig eine starke landwirtschaftliche Entwicklung aufrechterhielt. Während seiner Amtszeit als Premierminister wurde die Wahlpflicht eingeführt, der Electricity Trust Act (1946) verabschiedet und 1959 wurden die ersten weiblichen Abgeordneten ins Parlament aufgenommen. Playford war ein geschickter Administrator mit einem erstaunlichen Gedächtnis, der diese Talente nutzte, um das Parlament zu kontrollieren: in den Augen der Öffentlichkeit war er die Regierung. Sein pragmatischer Einsatz staatlicher Ressourcen zur Förderung der Entwicklung Südaustraliens wurde von einigen als sozialistisch angesehen, sein Ansatz war jedoch insgesamt konservativ.

#### Abhängigkeit von Parteilosen 1962, Wahlniederlage 1965 und Rückzug aus der Politik

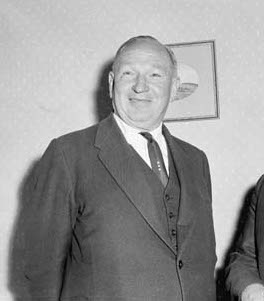
Premier Playford (1963)

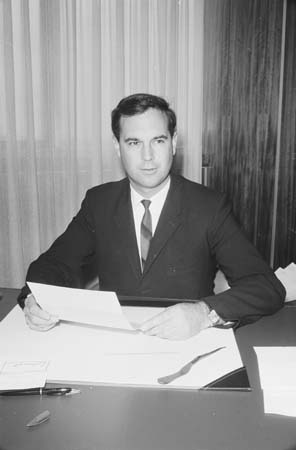
Steele Hall wurde 1966 Playfords Nachfolger als Vorsitzender der LCL und Oppositionsführer.

Bei der Wahl am 3. Februar 1962 erreichte die oppositionelle Australian Labor Party (ALP) unter Frank Walsh 219.790 Stimmen (53,98 Prozent) und aufgrund des Wahlsystems mit 19 Sitzen zwei Sitze mehr im House of Assembly. Die Liberal and Country (LCL) des seit dem 5. November 1938 regierenden Premier Thomas Playford IV erhielt 140.507 Wählerstimmen (34,51 Prozent) und mit 18 Mandaten zwei Abgeordnete weniger. Damit verfügte keine der beiden großen Parteien über eine absolute Mehrheit in der 39 Sitze umfassenden Legislativversammlung, so dass die beiden parteilosen Unabhängigen Tom Stott und Percy Quirke zum „Zünglein an der Waage“ („Balance of Power“) für eine Regierungsbildung wurden. Beide sicherten der bisherigen LCL-Regierung ihre Zustimmung zu, woraufhin Playford Premier blieb. Während der Verhandlungen zur Regierungsbildung sprach Walsh direkt mit Gouverneur Edric Bastyan und drängte ihn, Playford nicht erneut zu ernennen, wobei er auf das überwältigende Ergebnis zugunsten von Labour hinwies, aber ohne Erfolg. Bastyan vertrat die Auffassung, dass es dem Parlament überlassen werden sollte, die Krise bei der Parlamentssitzung zu lösen, da keine der beiden Parteien die Mehrheit der Sitze gewonnen habe. Im Anschluss wurde Tom Stott auf der konstituierenden Sitzung am 12. April 1962 als Speaker zum Sprecher des House of Assembly gewählt und trat damit die Nachfolge von Berthold Teusner von der Liberal and Country League an. Er bekleidete das Amt des Parlamentspräsidenten bis zum 13. Mai 1965, woraufhin Lindsay Riches von der ALP nach dem Wahlsieg seiner Partei am 6. März 1965 neuer Sprecher wurde. Der zweite Parteilose Percy Quirke wiederum trat am 8. Januar 1963 der LCL bei und wurde zugleich als Minister für Bewässerung, Minister für Ländereien und Minister für Rückführungen in die Regierung Playford ein.
Bei der Wahl am 6. März 1965 wurde die ALP schließlich mit 274,432 Stimmen (55,04 Prozent) und 21 stärkste Fraktion in der Legislativversammlung, während Playfords LCL mit 95.000 Stimmen weniger und 179.183 Wählerstimmen (35,93 Prozent) nur noch 17 Abgeordnete stellte. Aus Sicht vieler Wähler war die LCL selbstgefällig und lethargisch geworden. Die neue Regierung unter dem nunmehrigen Premier Frank Walsh dagegen wurde von vielen Südaustraliern als frischer Wind nach einer so langen Zeit konservativer Herrschaft angesehen. Nach der Wahlniederlage blieb Playford zunächst weiterhin Parteivorsitzender der LCL und übernahm nunmehr am 10. März 1965 die Funktion als Oppositionsführer. Am 6. Mai 1965 wurde ihm der Höflichkeitstitel The Honourable verliehen. Am 13. Juli 1966 trat er als Parteivorsitzender und Oppositionsführer zurück und wurde von Steele Hall abgelöst. Der bevorstehende Zusammenbruch der LCL und die Transformation der Labour-Partei unter Walshs Nachfolger als Parteivorsitzender, Don Dunstan, sorgten dafür, dass das Gesicht der Parteipolitik in Südaustralien nie wieder dasselbe sein würde. Am 1. März 1968 verzichtete er nach fast 35 Jahren auch auf sein Mandat im House of Assembly und war zuletzt zehn Jahre lang Vorstandsmitglied des Electricity Trust of South Australia (ETSA), der im Besitz der südaustralischen Regierung befindliche, monopolistische, vertikal integrierte Stromanbieter von 1946 bis zu seiner Privatisierung im Jahr 1999. Ihm zu Ehren wurde der 1969 eingerichtete Wahlkreis Playford benannt.
Aus seiner am 11. Januar 1928 in der Prospect Baptist Church geschlossenen Ehe mit Lorna Beaman Clark gingen ein Sohn und zwei Töchter hervor.

## Hintergrundliteratur
- K. West: Power in the Liberal Party, 1965
- D. Nicholas: The Pacemaker, 1969
- N. Blewett, D. Jaensch: Playford to Dunstan, 1971
- W. Crocker: Sir Thomas Playford. A Portrait, 1983
- S. Cockburn: Playford. Benevolent Despot, 1991
- B. O’Neil u. a. (Herausgeber): Playford’s South Australia, 1996
- Parliament of South Australia: Statistical Record of the Legislature 1836–2007 (Memento vom 11. März 2019 im Internet Archive)
- Gordon Desmond Combe: Responsible Government in South Australia, Band 1, Wakefield Press, 2009, ISBN 978-1-86254-843-5 (Onlineversion (Auszug))
- Robert Martin: Responsible Government in South Australia, Band 2, Wakefield Press, 2009, ISBN 978-1-86254-844-2 (Onlineversion (Auszug))